# GNSサイエンス

## 概要
1865年に設立された「地質観測所」に起源を持つ研究所である。1992年科学技術研究省の研究部門と地質観測所を統合、「地質・核科学研究所」として公社化された。ニュージーランド政府が所有する公企業である。
主な業務は公的研究（40%-45%）、民間企業へのコンサルティング・商品開発・受託研究（20%-30%）、地震委員会からの委託監視調査（15%-20%）、政府・地方自治体への政策助言とコンサルティング（5%-10%）、助成金の管理（5%-10%）。
研究員の専門領域は多岐に渡り、地質学（層序学、古生物学、堆積学、海洋地質学、構造地質学、岩石学など）、火山学、地球物理学、地球化学、地球生物学、環境生物学、原子核物理学、放射線物理学、アイソトープ物理学、ナノテクノロジー、地震学、地震工学、地盤工学、地熱工学、社会科学、数学、データ解析、視覚技術、情報技術、空間情報科学など。
研究部門の研究員はニュージーランド各地の大学へ連携教授として派遣され80 - 100名の大学院生を指導している。

## 歴史
1865年に開設されたニュージーランド地質調査所に起源を持つ。技術顧問を務めていたオタゴ州（現・オタゴ地方）出身の地質学者ジェームズ・ヘクターが初代所長に任命される。当初は金と石炭の発掘調査を目的としていたが、ヘクターは単なる調査に留まらず博物館を中心とした自然科学全般の発展を提案。この提案は総督府に認められ、ニュージーランド国立博物館テ・パパ・トンガレワの前身となる「コロニアル博物館」が創設される。ヘクターは地質調査所長とコロニアル博物館初代館長を兼務することになる。
ヘクターは地質調査と並行し地図の作図を行うようになる。それまで未開拓であったニュージーランド全土の地図作成に成功。ヘクターらの調査でタラナキ地方に油田、コロマンデル地方テムズに金（ゴールド）、ワイカト地方に炭鉱などが発見され年次報告書にまとめられた。1870年代にはカンタベリー・カレッジとオタゴ大学、1883年からオークランド・カレッジで鉱物学の講義が開始。1878年にオタゴ大学鉱物学術院が設立され探鉱で働く人材の育成に貢献。
しかし、1880年代の不況に伴い地質調査の予算が停止。1892年ヘクターは地質調査所長を更迭され博物館長専任に移動。
1904年カナダ出身の地質学者ジェームズ・マッキントッシュ・ベルが地質調査所長に就任。インチ表示の地図をマイル表示に変更し詳細な作図に成功。北米からの最新作図技術の導入によりニュージーランド全土の詳細な地図作成に成功。マッキントッシュ・ベルの作図技術はその後50年に渡り活用された。
1920年ハワイ火山観測所のトーマス・A・ジャガー所長はニュージーランドに火山観測所の設置を提言。1925年イギリス科学技術研究省（D.S.I.R.）のヒース長官がニュージーランドを訪問し科学技術研究機関の設立を提言。この提言を受け、1926年国立研究機関の設置に向けた法案が議会を通過。同年イギリスと同じ名称の科学技術研究省（D.S.I.R.）を設立。
イギリスの科学技術研究省は科学（Science）＝第一次産業と、技術（Technology）＝第二次産業を融合した研究機関を設立したが、ニュージーランドの科学技術研究省は第一次産業、とりわけ農業・酪農・畜産研究に重点を置く研究機関として発足した。1927年マッセー農業校（現・マッセー大学）に酪農研究所、1928年植物工学研究所（農務省との共有）を設立。1936年農務省との共有により設立した植物工学研究所を科学技術研究省に移管。この移管により研究の独立性が高まる。科学技術研究省に1951年地球物理学部門、1959年原子核研究部門、1962年植物生理学部門気象観測室を設置。1990年地質・地質物理学部門を新設。
1992年科学技術研究省の閉鎖に伴い地質・核科学研究所を新設。地質調査所と科学技術研究省の全部門を地質・核科学研究所へ移設し組織は公社化される。

## 組織
研究部門
- 地下資源系 
  - 石油地質学部門
  - 地熱地質学部門
  - 古生物学部門
  - 海洋地質学部門

- 自然災害系
  - 地質災害調査部門
  - 造構物理学部門
  - リスクと社会部門
  - 広域地質学部門
  - 火山学部門
  - 活景観学部門

- 国立アイソトープセンター
  - イオンビーム技術部門
  - アイソトープ地球生命科学部門
  - 水文地質学

非研究部門
- 金融部門
- 人事部門
- 調査部門
- 商業開発部門
- 戦略部門
- マオリ戦略部門
- 広報部門
- 自然災害プラットフォーム部門

研究センター
- ワイラケイ研究センター
- ダニーデン研究センター

## 主な連携研究機関
オーストラリア
- Geoscience Australia（オーストラリア地球科学局）
- CSIRO（オーストラリア連邦科学産業研究機構）
- CO2CRC（温暖化ガス技術共同センター）

アジア
- UGM（ガジャ・マダ大学、インドネシア）
- KIGAM（韓国地質資源研究院、大韓民国）
- VAST（ベトナム科学技術院、ベトナム）

ヨーロッパ
- Ifremer（フランス海洋開発研究所、フランス）
- IFM-GEOMAR（イー・エフ・エム・ゲオマー、ドイツ）
- GFZ Potsdam（ポツダム地球科学研究センター、ドイツ）

アメリカ合衆国
- USGS（アメリカ地質調査所）
- NOAA（アメリカ海洋大気庁）
- WHOI（ウッズホール海洋研究所）
- SCEC（南カリフォルニア地震センター）
- IRIS（アメリカ地震研究所）
- UH（ハワイ大学）

国際機関
- IAEA（国際原子力機関）